# Квир лав
Квир лав је награда која се додељује на Венецијанском филмском фестивалу најбољим филмовима са ЛГБТ тематиком. Установљена је 2007. године. Еквивалент је награди „Теди“ која се додељује на Берлинском филмском фестивалу већ више од двадесет година.
Један од филмова који су били номиновани за ову награду је и Црни лабуд из 2010. године. Ал Пачино је режирао драму Салома, која је победила 2011.

## Добитници
| година | добитник           | земља                      |
| ------ | ------------------ | -------------------------- |
| 2007   | Брзина живота      | Сједињене Државе           |
| 2008   | Нека друга планета | Италија                    |
| 2009   | Самац              | Сједињене Државе           |
| 2010   | У будућности       | Аргентина                  |
| 2011   | Салома             | Сједињене Државе           |
| 2012   | Тежина             | Јужна Кореја               |
| 2013   | Филомина           | Уједињено Краљевство       |
| 2014   | Летње ноћи         | Француска                  |
| 2015   | Девојка из Данске  | Сједињене Државе           |
| 2016   | Камено срце        | Исланд                     |
| 2017   | Марвин             | Француска                  |
| 2018   | Хозе               | Гватемала Сједињене Државе |